# Hans Samuelsen
Hans Pauli Samuelsen (Eiði, 18 ottobre 1984) è un calciatore faroese, centrocampista dell'EB/Streymur.

## Palmarès

### Club

#### Competizioni nazionali
- Campionato faroense di calcio: 2

2008, 2012
- Coppa delle Isole Fær Øer: 4

2007, 2008, 2010, 2011
- Supercoppa delle Isole Fær Øer: 3

2011, 2012, 2013